# Yoshino Kimura
Yoshino Kimura (木村佳乃, Kimura Yoshino), Londres, 10 de abril de 1976, é uma atriz japonesa.
Em 1998 Kimura ganhou o prêmio Newcomer of the Year no 21º Japanese Academy Award por sua participação em Shitsurakuen (filme de 1997).
Atuou no cinema entre outros em Ensaio sobre a Cegueira (Blindness) e Kantoku · Banzai! e participou em diversas séries de televisão, como Rondo (2006) e Masters of Horror (1 episódio, 2007).

## Filmografia(seleção)
- 2008 - Blindness
- 2007 - Kantoku · Banzai!
- 2007 - Masters of Horror (série de tv, 1 episódio)
- 2007 - Teresa Teng Monogatari
- 2006 - Rondo (série de tv, episódios desconhecidos)